# Erismadelphus exsul
Erismadelphus exsul là một loài thực vật có hoa trong họ Vochysiaceae. Loài này được Mildbr. mô tả khoa học đầu tiên năm 1913.